# Timna (Negev)
Timna (Hebreeuws: תִּמְנָע) is een nationaal park in Israël met een prehistorische kopermijn. Het 60 km² grote nationale park ligt ongeveer 25 kilometer ten noorden van de stad Eilat.
Het archeologische Nationaal Park Timna met oude kopermijnen en de overblijfselen van een stad (Khurvat Timna) ligt ten westen van de huidige mijn in Wadi Araba, niet ver van de Golf van Akaba aan de rand van de Negev-woestijn.
Timna behoorde tot het Oud-Egyptische Sinaï-mijnrevier.

## Geschiedenis
De koperafzetting van Timna werd rond 5.500 v.Chr. ontdekt, en was het onderwerp van Egyptische mijnexpedities. Deze Egyptische mijnen behoren tot de oudste bekende ertsmijnen ter wereld. De ruïnes van de koperwerkplaatsen behoren ook tot de oudste ter wereld. De mijnen stammen uit de kopertijd en werden met grote onderbrekingen geëxploiteerd. De etnoloog Helmut Wilsdorf wees erop dat o.a. houttekort hiervan de oorzaak was. Vanaf 4.500 v.Chr. lag de mijnbouw in Timna 3.000 jaar stil, totdat de Egyptenaren het rond 1.300 v.Chr. weer oppakten. Rond 50 v.Chr. hervatten de Romeinen de mijnbouw. De verschillende fasen kunnen worden onderscheiden door de gereedschapssporen. In de oudste fasen bestonden er geen metalen gereedschappen en werd het malachiet vermoedelijk eerst in dagbouwmijnen gewonnen en vervolgens met stenen hamers of handbijlen uit de ertsaders gehaald. In de gangen is uit de periode rond 1.300 v.Chr. werk met bronzen werktuigen zichtbaar. Uit de Romeinse tijd zijn nog duidelijke sporen van gehard ijzeren gereedschap te zien. Ten tijde van Salomo was de mijn niet in bedrijf.
In 1937 herontdekte archeoloog Nelson Glueck de oude mijngebieden van Timna. Tijdens zijn opgravingen werden resten van een Egyptische tempel van Hathor en de koperen slang van Timna gevonden, die sporen van vergulding op zijn kop vertoonde.

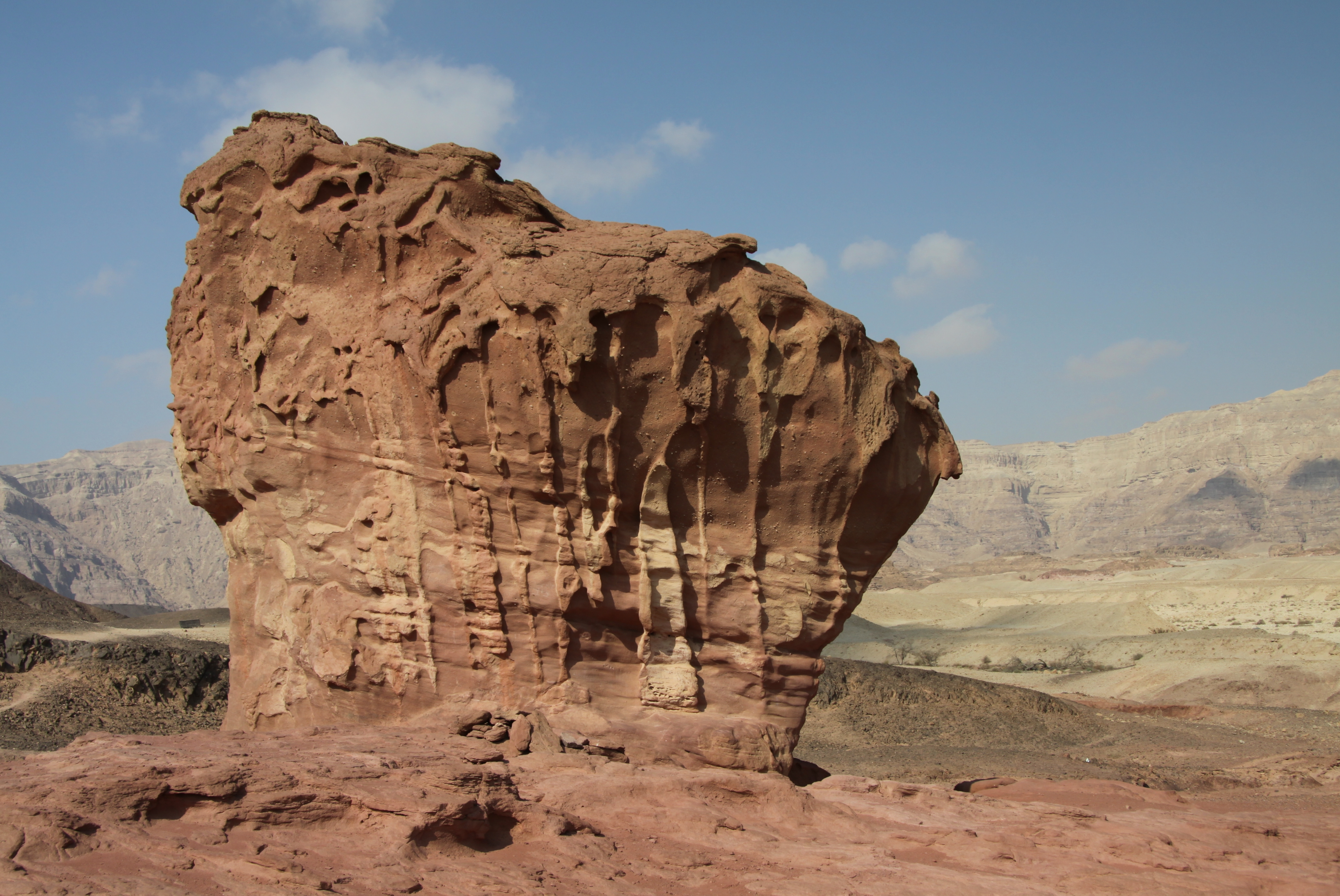
Winderosie in het Nationaal Park Timna
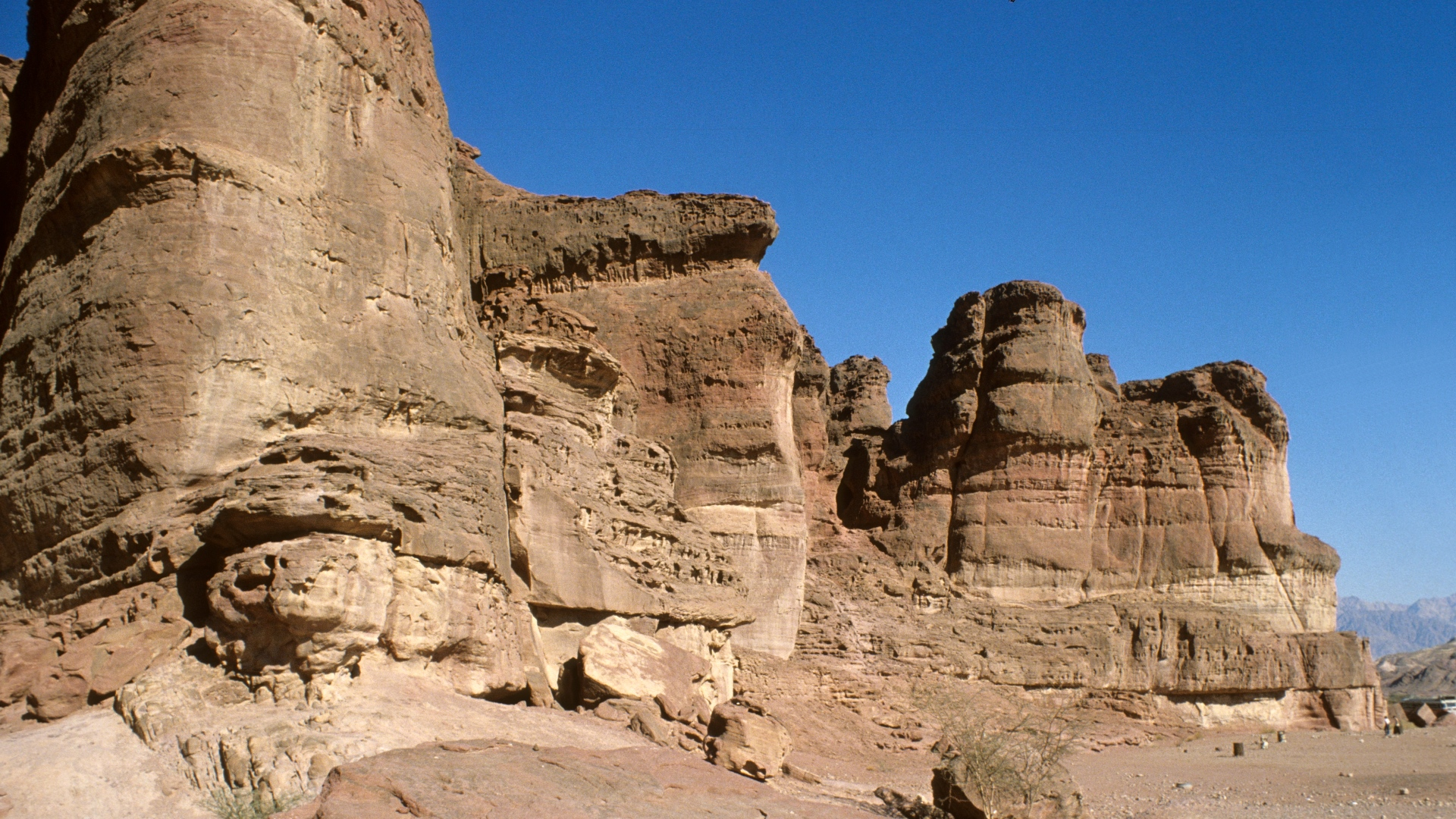
Rotsformatie in Timna
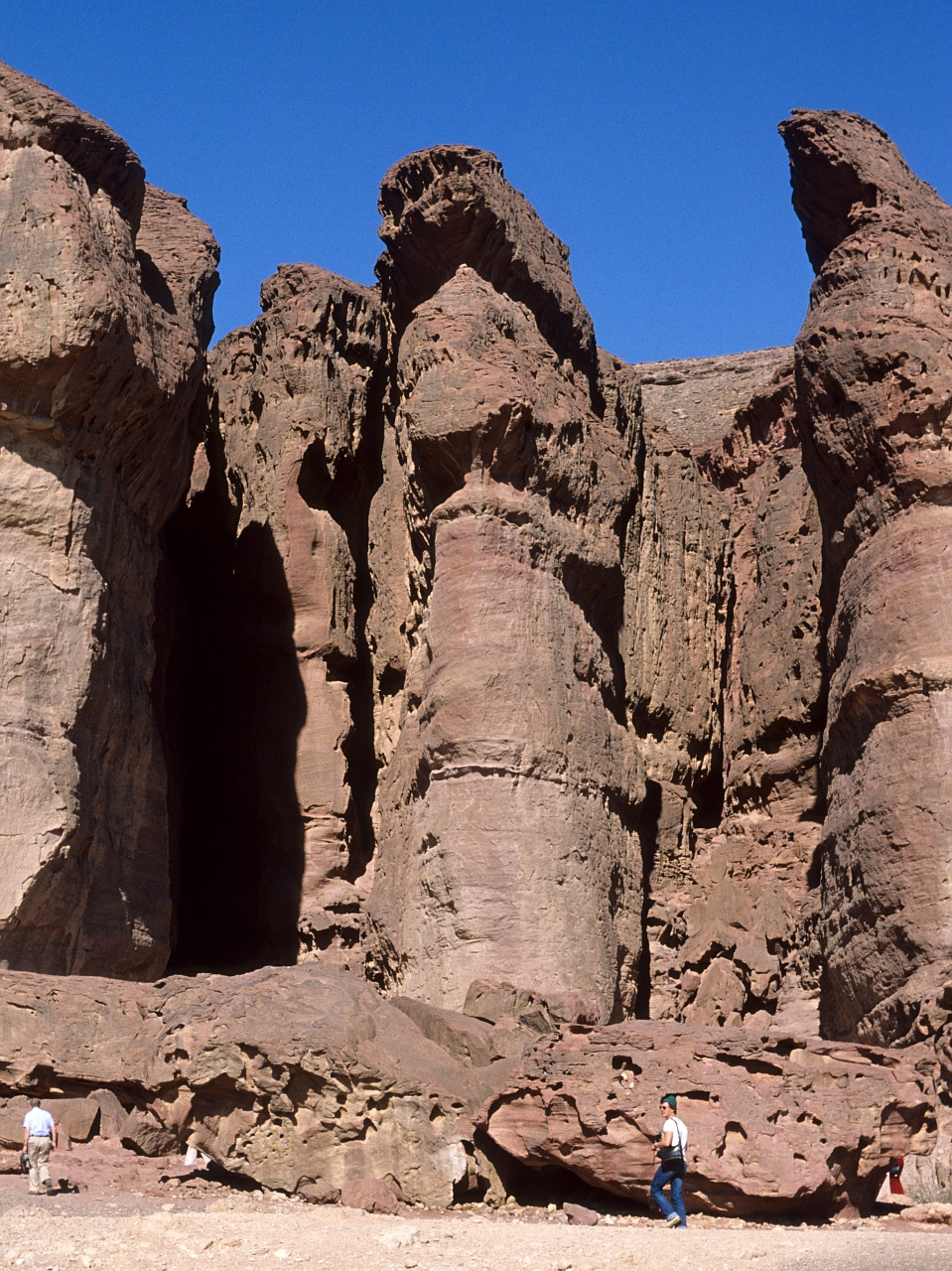
Pilaren van Salomo
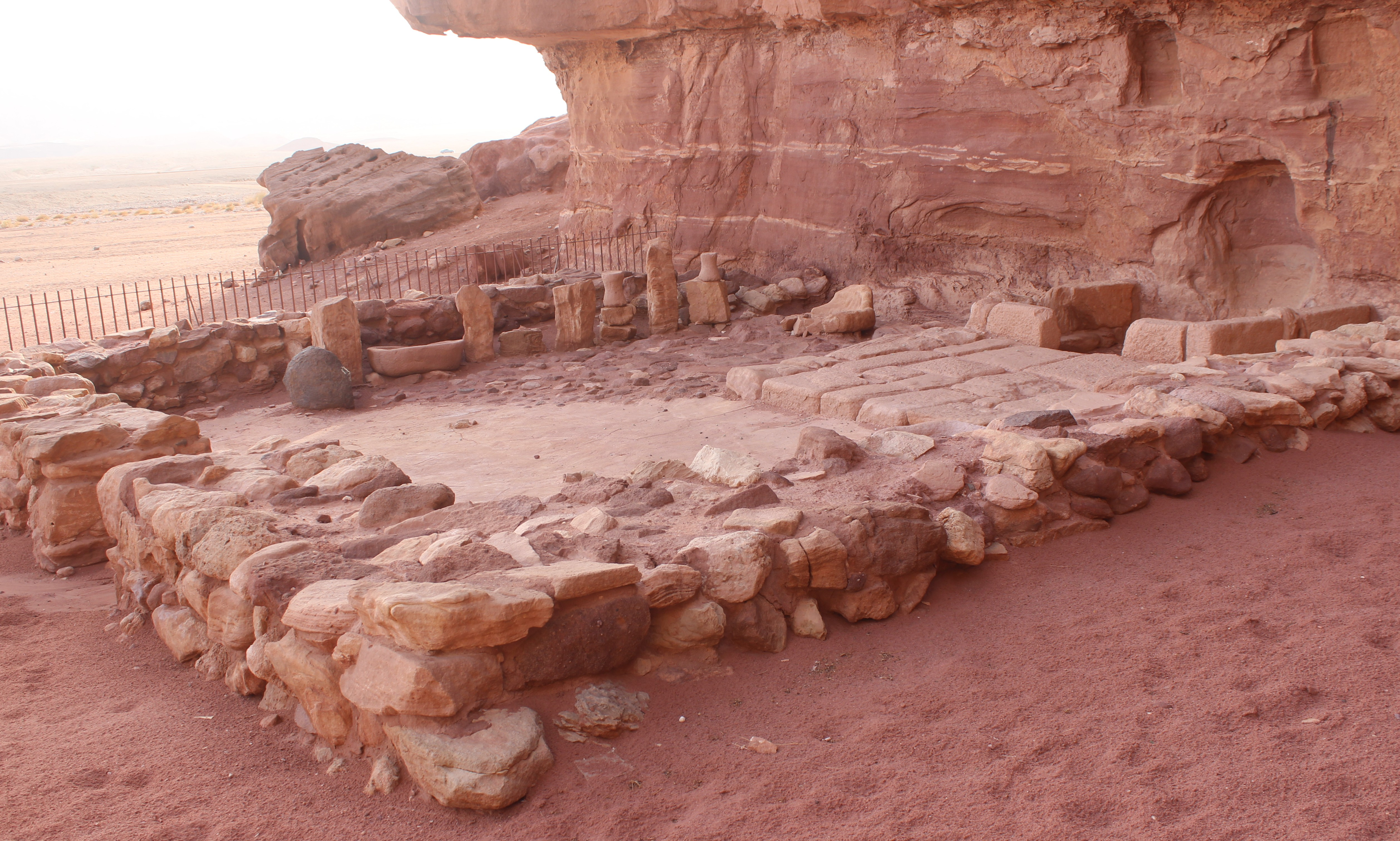
Tempel van Hathor
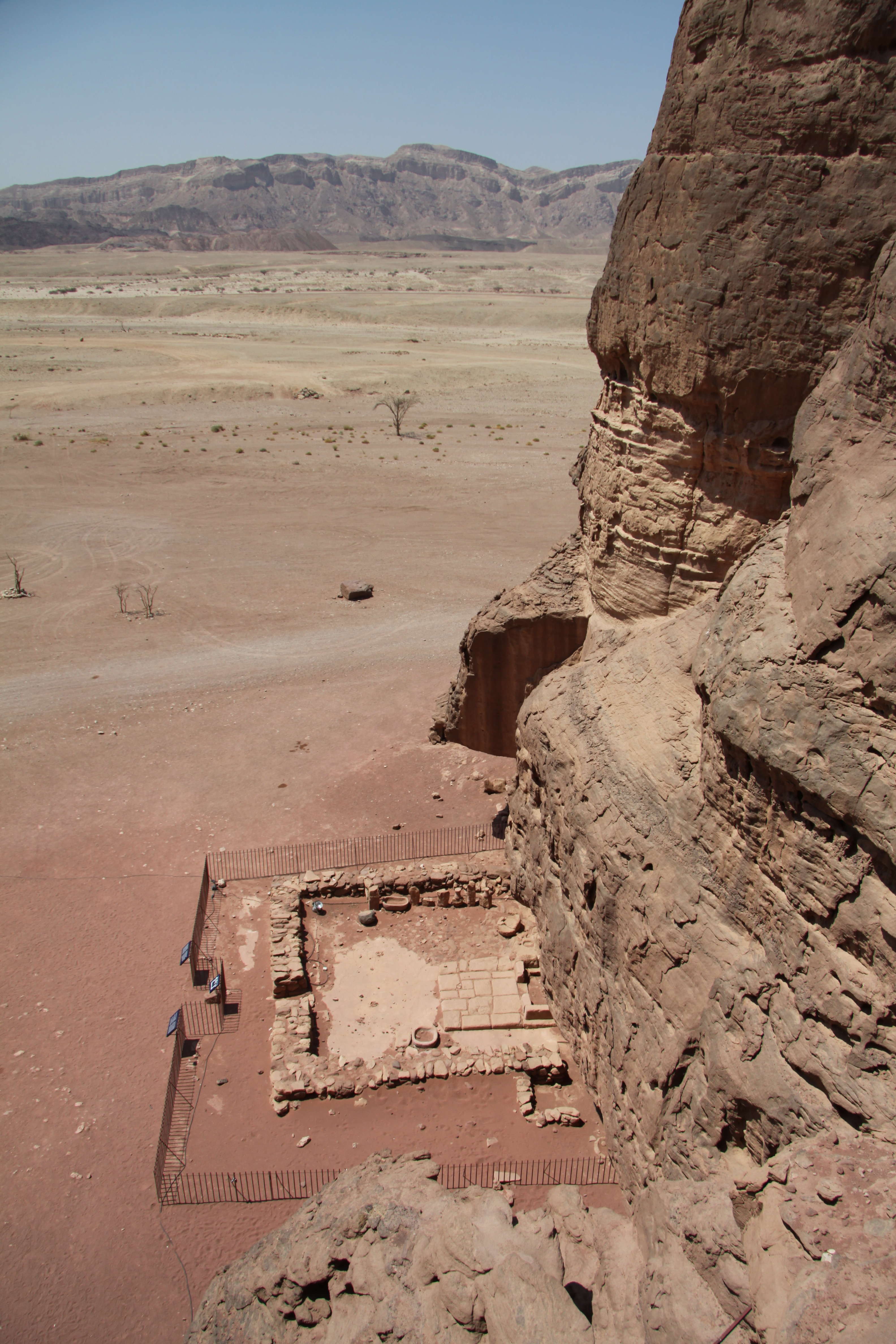
Tempel van Hathor
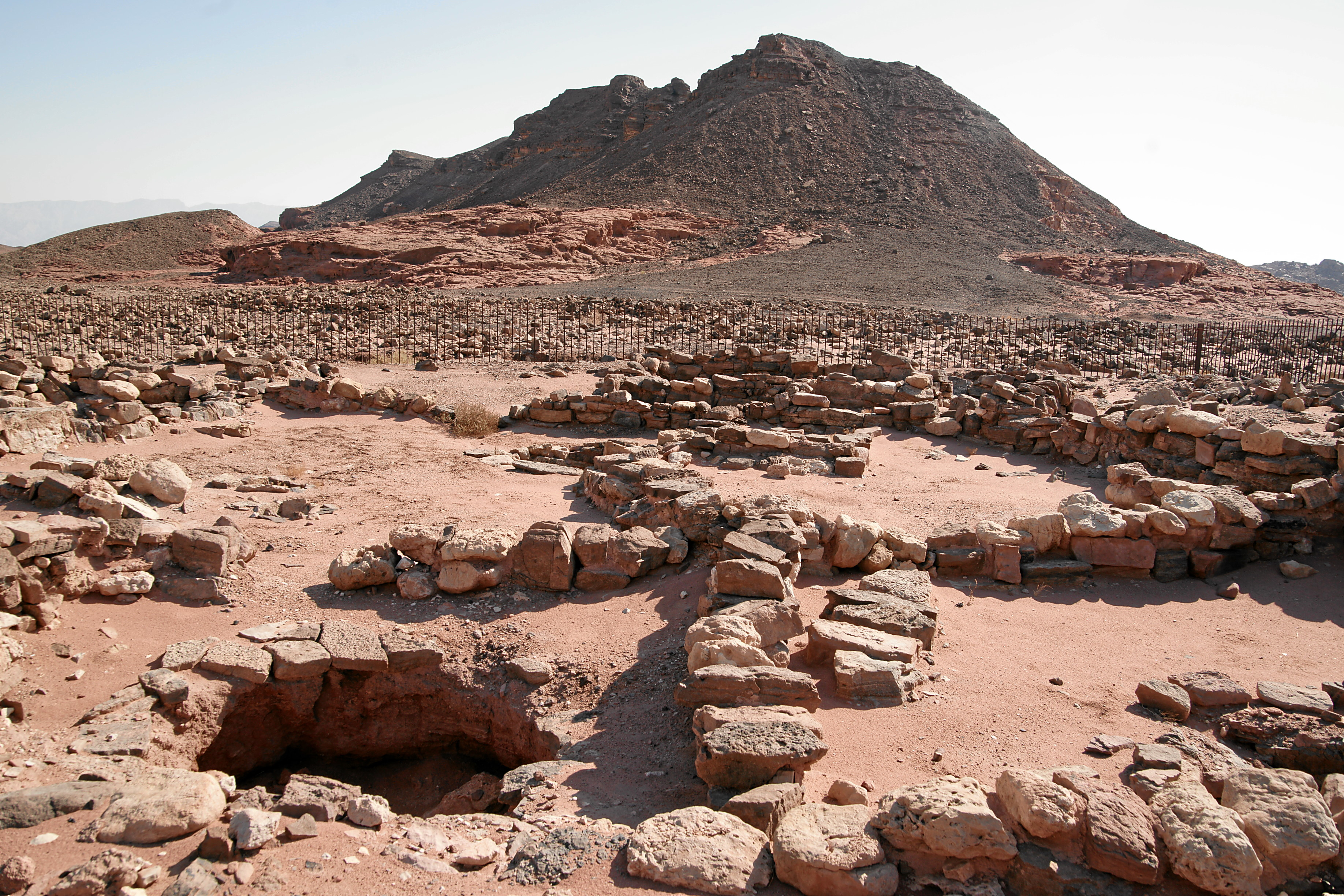
Koperwerkplaatsen
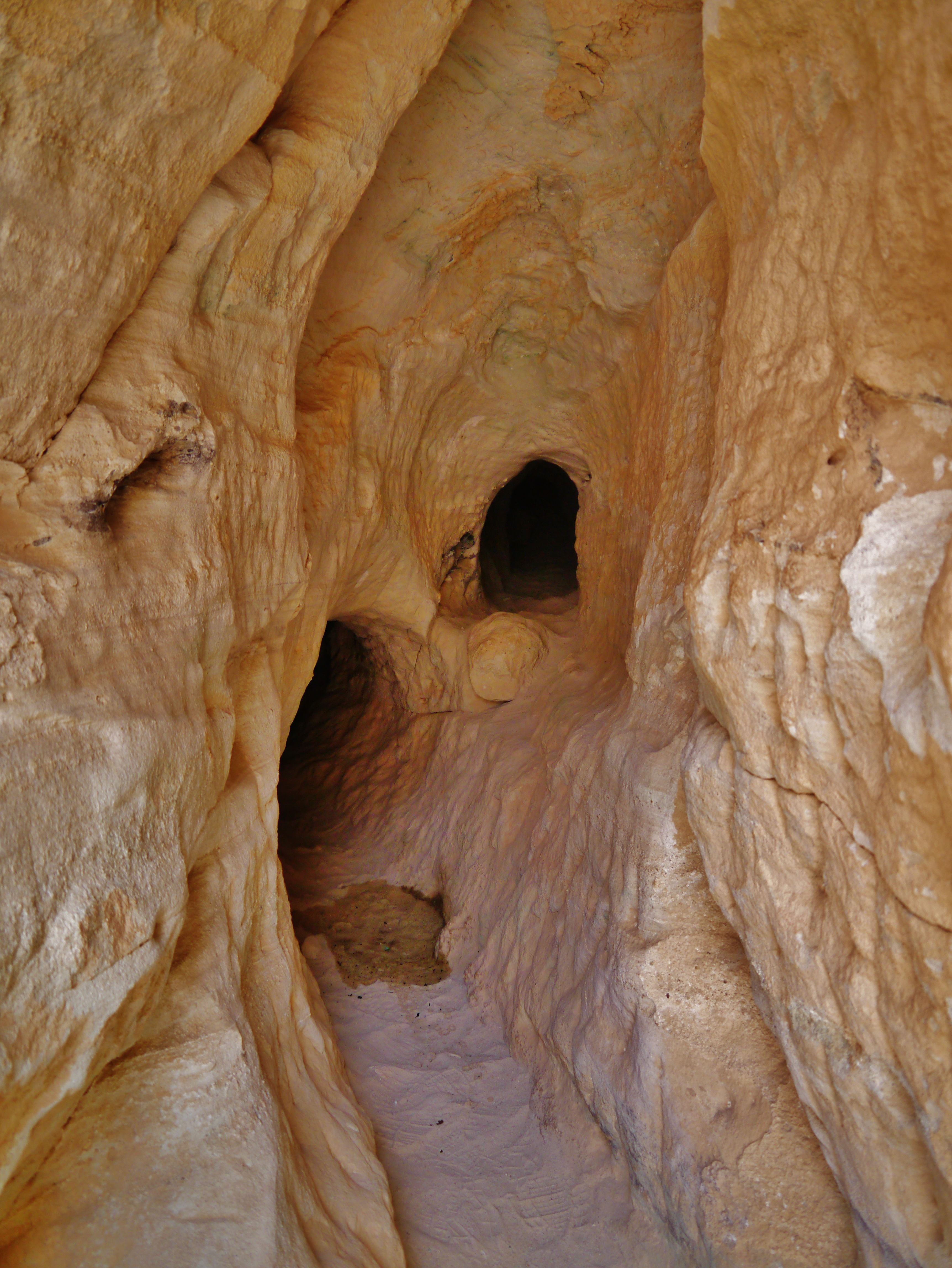
Kopermijnen
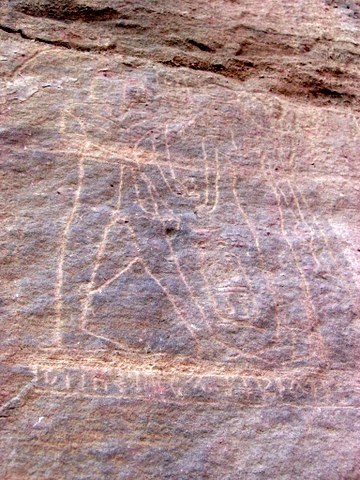
Rotstekeningen

- Bibliothèque nationale de France: cb11957713v (data)